# Ana Dalassena
Anna Dalassena (greacă: Ἄννα Δαλασσηνή; n. 1030 – 1 noiembrie 1100/02) a fost o nobilă bizantină.
Între marile familii feudale și militare din aristocrația bizantină, una din cele mai celebre, către jumătatea secolului al XI-lea era familia Comnenilor. Bogăției, întinderii vastelor sale domenii asiatice, numărul vasalilor și clienților, se adăuga, spre a-i mări prestigiul, strălucirea serviciilor aduse de membrii săi: șeful ei, Isac, era pe atunci unul din cei mai iluștrii generali ai monarhiei. Astfel, în 1057, când marii șefi ai armatei, dezgustați de abuzurile puterii civile, se hotărâră pentru un pronunciamento, într un acord unanim proclamară pe Comnen basileu al Romanilor. În felul acesta, Isaac I Comnen pregătea măreția viitoare a casei sale. Totuși, abia după doi ani de la urcarea pe tron noul prinț, descurajat neputând realiza binele pe care-l visa și pe deasupra bolnav, se hotărî să abdice. El se gândi un moment să lase puterea fratelui său Ioan, pe care îl ridicase la slujba înaltă de mareșal al curții și de mare logofăt; dar acesta, înspăimântat de greutatea sarcinii imperiale, refuză cu încăpățânare. Soția sa Ana Dalassena încercă zadarnic să-i ridice curajul; zadarnic îi arătă ea pericolul viitor la care expunea pe ai săi, care vor fisuspectați de orice guvernare ca niște candidați eventuali la coroană; zadarnic, amestecând lacrimile cu reproșurile, ea își bătea joc, cu cuvinte amare, de dezinteresarea filozofică și de modestia lui periculoasă. Nu putu obține nimic. La refuzul lui Ioan, tronul fu dat președintelui Senatului, Constantin Ducas care urca pe tronul imperial cu numele de Constantin al X-lea Ducas. Dar toată viața sa Ana Dalassena trebuia să-și aducă aminte de aceste convorbiri tragice din luna noiembrie 1059. Ea nu se mângâie niciodată de a fi pierdut această diademă imperială pe care un singur cuvânt al soțului său putea să i-o pună pe cap; niciodată ea nu-l iertă pe Ducas de a i fi luat locul pe tronul pe care ea dorea să se așeze. De aici înainte, ea nu mai avu decât un singur scop în viață: de a recuceri pentru ai săi, puterea supremă pe care crezuse că o ținea în mâini.
Ana Dalassena s-a născut aproximativ in jurul anilor 1025-1030 și este fiica lui Alexius Charon iar mama ei se numea Dalassena (fiica lui Adrian Dalassenus). Tatăl ei și-a castigat numele de "Charon", datorită eficienței cu care a ucis fiecare inamic pe care l-a întâlnit pe câmpul de luptă, iar faptul că el a adoptat acest nou nume de familie ne face să credem ca el nu provenea dintr o familie nobilă. De altfel Ana a apreferat sa poarte numele de familie al mamei sale care provenea din randurile nobilimii.
În anul 1067, când moartea soțului său făcea din Ana Dalassena șefa familiei, trei din fiii săi erau acum mari. Manuel, cel mai în vârstă, servea în armata imperială; Isac și Alexe erau niște tineri de 19-20 de ani; numai Adrian și Nichifor erau tot copii. De asemenea, din cele trei fete două erau măritate cu oameni de familie nobilă; una se căsători cu Mihail Taronitul, cealaltă cu Nichifor Melissenul. 
După moartea lui Constantin Ducas, împărăteasa Evdochia se hotărî să se recăsătorească cu Roman Diogenes.
Acest fapt apropie pe Comneni de curte. În afară de faptul că Evdochia era puțin rudă cu ei, prin numele și amintirea împăratului Isac, unchiul lor, ei erau considerați ca reprezentanții cei mai iluștrii și partizanii cei mai hotărâți ai ideilor de reorganizare militară și de acțiune energică, pe care o simboliza ridicarea lui Roman; de altfel, Ana Dalassena era prea încântată de căderea Ducașilor, dușmanii ei, pentru a precupeții concursul și a refuza simpatia noului regim. Toată familia se găsi deci în mare favoare la palat. Ana Dalassena își mărită ultima fiică cu Constantin Diogenes, rudă apropiată a basileului; pentru fiul său Manuel, obținu cele mai înalte demnități. El primi comandamentul armatei din orient și în fruntea trupelor se distinse prin fapte strălucite. Mulțumită lui, numele Comnenilor devenea iar popoular în tabere și Ana Dalassena surâdea speranțelor sale, când deodată tânărul general căzu greu bolnav în Bitinia.
La această veste, mama înspăimântată aleargă în grabă la căpătâiul fiului său; printr-o supremă sforțare de voință, Manuel, aproape mort, se ridică din pat spre a o primi; se aruncă în brațele ei, abia având puterea să spună câteva cuvinte; apoi căzu și, după ce-și exprimă dorința de a fi îngropat în același mormânt în care se va odihni într-o zi mama lui iubită, leșină, apoi muri. Moartea lui Manuel era mai mult decât un doliu crud, era ruina tuturor speranțelor pe care ea le pusese în această tânără glorie. Cu toată gravitatea pierderii și a disperării sale, totuși Ana Dalassena își reveni din lovitura care o copleșea. Un Comnen disparea: trebuia ca un altul să continuie tradiția și să asigure gloria rasei. Ea hotărî să trimită, fără întârziere armatei pe cel de al treilea fiu, pe Alexe. Dar împăratul se arătă mai milos decât mama. Când Comnen veni să-i ceară îngăduința de a pleca: Nu trebuie, îi răspunse el, ca mama ta, să rămână singură în asemenea momente de tristețe și să adauge la pierderea unui fiu îndepărtarrea altuia. Si trimise pe tânăr la Ana Dalassena.
Lupta de la Manzikert din 1071 distruse dintr-o dată opera pe care Ana o clădea cu răbdare. Se știe că această înfrângere a lui Roman la Manzikert dezlănțui la curte toată ura strână de multă vreme împotriva împăratului și astfel familia Ducas declară război lui Roman Diogenes.Cu curajul său obișnuit, Ana Dalassena rămase, cu încăpățânare credincioasă acestui împărat izgonit din țară. Ea nu întârzie de a fi acuzată că e în corespondență secretă cu el; fu citată înaintea unui tribunal; condamnarea ei părea sigură dinainte. Atunci, această femeie hotărâtă și mândră scoase deodată de sub mantie un crucifix și învârtindu l în fața judecătorilor zăpăciți: Iată, zise ea judecătorul meu și al vostru. Gândiți-vă la el înainte de a da sentința și luați seama să fie demnă de Judecătorul Suprem care vede secretele inimilor. La această ieșire neașteptată, tribunalul își pierdu cumpătul. Câțiva înclinau spre achitare; cei mai mulți totuși se temură de mânia noului stăpân. Ana Dalassena e condamnată în cele din urmă la exil, fiind trimisă împreună cu fiii săi într una din insulele arhipelagului Prinkipo.
Totuși, disgrația Comnenilor fu scurtă. Marele lor adversar, Cezarul Ioan Ducas, care înlocuise pe Roman și pe Evdochia la guvernare, nu întârzie de a se certa cu nepotul să Mihail al VII-lea și trebui să părăsească curtea spre a se retrage pe proprietățile sale din Asia. Comnenii erau, cu toată căderea lor seniori prea puternici pentru ca noii miniștri să nu simtă în această împrejurare interesul pe care-l aveau de a se împăca cu ei și de a -și asigura sprijinul lor Fură rechemați din exil. În curând pentru a și asigura și mai bine concursul lor, căsătoriră pe Isac, șeful casei cu o vară a împărătesei Maria de Alania și puțin după aceea i se dădu comanda supremă a armatei din orient, pe care odinioară o avusese fratele său Manuel. Isac luă cu el în tabără pe fratele său mai mic, Alexios I Comnen.
Alexe avea să se remarce ca un bun general în lupta împotriva răzvrătitului Roussel de Bailleul pe care îl învinge și îl ia prizonier. Puțin după aceasta se ridică împotiva lui Mihail al VII-lea o nemultumire generală. Mulți ambițioși profitau de neorânduiala în care se zbătea guvernarea slabă a lui Mihail; în Europa, Nichifor Brzenne se proclamă împărat; în Asia, Nichifor Botaniatul îmbrăcăa purpura, susținut de marea nobilime feudală și chiar de o parte din Senat.Între guvern și pretendenții rivali, Alexios se strecurăcu dibăcie și neluând partea nimănui, își consolida propria lui Situație; în curând el ajunse atât de indispensabil, încât toate partidele îi solicitau alianța și se trudeau să-l cucerească. Alexe profită, îndemânare, de aceste evenimente si-și consolidă viitorul.
Cu puțin înainte, Alexe își pierduse soția. pentru a o înlocui, i se propuneau două partide tot atât de strălucite și de utile. Împărăteasa îi oferea mâna sorei sale Zoe, cezarul Ioan Ducas se gândea să.i dea în căsătorie pe nepoata Irina Ducas. Având de ales între aceste două alianțe, Comnenul înțelese fără greutate avantajele celei dea doua care, confundând interesele a două din cele mai ilustre familii ale aristocrației bizantine, asigura ambițiilor sale viitoare un sprijin neprețuit. El se hotărî pentru Ducas. Dar proiectul întâlni din unele părți o opoziție violentă. Împăratul, jignit de a vedea că i se refuză alianța, se arătă absolut ostil; lucru și mai extraordinar, Ana Dalassena însuși rezista acum la dorința fiului său: vechea ură adâncă pe care o păstra familiei Dukas întuneca atunci obișnuita claritate a judecății ei și o făcea să uite interesul evident al casei sale. Aici apăru simțul politic și siguranța dibace a lui Alexe. Mărturisind că niciodată nu va face nimic împotriva voinței mamei sale, el se păzi de a ceda insistențelor ei; cu răbdare, cu subtilitate, încercă să o facă să revină asupra ideilor ei și ajutat și de diplomația viitoarei lui soacre, sfârși prin a înlătura toate dificultățile. Ana Dalassena își dădu consimțământul, nu fărp greutate; el smulse de asemenea încuviințarea basileului și, la sfârșitul lui 1077, căsătoria fu celebrată. Se va vedea mai departe că Ana Dalassena avea să păstreze nurorei sale o antipatie încăpățânată
Pe când Mihail al VII-lea era încă împărat, el se căsătorise cu prințesa Maria de Alania. Aceasta era o femeie foarte frumoasă, înaltă, elegantă, de o grație și o seducție fără pereche. Nicefor III Botaneiates însuși, când se urcă pe tron, nu fusese nesimțitor la farmecele ei și deși nu mai era tânăr și fusese văduv de 2 ori, își pusese în gând s-o ia de soție. Exista însă o dificultate: bărbatul tinerei femei, împăratul detronat Mihail al VII-lea, trăia încă; dar fusese silită să intre într o mânăstire și putea fi considerat ca mort pentru lume, iar căsătoria sa desfăcută. Totuși Nicefor III Botaneiates ezită un moment și cum înainte de toate dorea să-și legitimeze uzurparea printr o alianță imperială, se gândi să ia de soție pe văduva lui Constantin al X-lea și a lui Roman Diogenes, Evdochia care ar fi primit cu bucurie să împartă puterea cu el. Aceasta era o căsătorie rațională, foarte potrivită ca vârstă; dar Maria era frumoasă și seducătoare: Nicefor III Botaneiates nu rezistă. Cu toată împotrivirea Bisericii de a sancționa această însoțire de două ori incorectă, basileul făcu pasul pentru a treia nuntă și se căsători cu soția predecesorului său.
Maria de Alania consimțise, făra entuziasm, la dorința lui Nichifor, numai pentru a salva interesele fiului ei Constantin, atunci în vârstă de 4 ani; dar ea nu putea iubi pe soțul batrân vare o voise. Alexe Comnen, dimpotrivă, era, precum se știe, foarte seducător; se pare că împărăteasa nu întârzie să simtă pentru el un sentiment foarte dubios și curând se duse vestea în capitală că erau în termenii cei mai buni. Faptul pare destul de verosimil; în orice caz, este sigur că basilissa luă partea Comnenilor și le acordă toată favoarea sa. De altfel, prin căsătoria verișoarei sale Isac, șeful familiei, era puțin rudă cu ei; și mulțumită acestei alianțe, Isac, care atunci era la Constantinopol, avea intrarea liberă la suverană.El profită de aceasta pentru a-l ajuta pe fratele săuca să-i asigure bunăvoința gineceului, unde toată lumea lucra pentru el; și Ana Dalassena însăși, din ură pentru nora ei Irina Ducas, privea cu plăcere legătura lui Alexe și ajuta din toate puterile manevrele fiilor săi. Toate aceste intrigiajunseră la un rezultat destul de neprevăzut: Maria de Alania adoptă pe Alexe Comnenul. Prin aceasta, el intra în familia imperială și, oficial admis în intimitatea palatului, el fu pus și mai ușor la curent cu ceea ce se urzea împotriva lui.
Amăgit de miniștrii săi, împăratul luase o hotărâre gravă: el indicase ca succesor pe nepotul său Synadenos. Când Maria de Alania află de această alegere, care nesocotea atât de brutal drepturile la tron ale fiului său, mânia sa nu mai cunoscu margini: vestiți îndată de ea, Comnenii, îndemnați de mama lor, se străduiră să-i sporească această indignare. Consilierii împăratului se hotărâră atunci să facă un act decisiv: pentru a sfârși cu ei, hotărâră să scoată ochii ambilor frați. Dar de multă vreme Isac și Alexe bănuiau ceva, așaîncât se zice că avură precauția să nu se afle în palat amândoi în același timp. Înștiințați, fără îndoială de împărăteasă de ceea ce se pregatea, ei forțară lucrurile și jucară ultima carte.
În noaptea de 14 feb 1081, Isac și Alexe, întovărășiți de principalii lor partizani, fugiră din capitală și având grijă să pună mâna pe caii din grajdurile imperiale, ajunseră, fără, a fi urmăriți, în taberele armatei din Tracia. Plecarea lor fu așa de grăbită și fuga lor așa de rapidă, că trebuiră să lase în urmă toate femeile din familia lor. Îndată Ana Dalassena își regăsi toată energia ei obișnuită. Ca femeie inteligentă ce era, ea alergă dis-de-dimineață să se refugieze în azilul inviolabil al Sfintei Sofia, luând cu ea pe fiii, fiicele, nurorile și nepoții ei; și când Nichifor Botaniates o somă să vină în palatul Sacru, ea refuză hotărât și agățându-se de iconostas declară că ar trebui să i se taie mâinile pentru a o lua de acolo. Împotriva unei astfel de tării, împăratul nu îndrăznii să întrebuințeze forța; el negocie și la sfârșit promise viața, orice ar fi, rudelor rebelilor. Ca precauție, se mulțumi să le închidă într o mânăstire din Petrion, unde nora Cezarului Ioan Dukas, soacra lui Alexe Comnenul, nu întârzie să vină să le însoțească. Și cu mare îngrijorare toate aceste femei așteptară sfârșitul evenimentelor.
Ele nu avură de așteptat multă vreme. Conjurații cărora Cezarul Ioan Ducas le adusese sprijinul numelui și averile sale, se pregătea să le elibereze. Fără  întârziere, ei proclamară, în tabăra de la Schiza, pe Alexe Comnen împărat, în favoarea căruia fratele mai mare, Isac renunțase cu generozitate, apoi înarmați, merseră asupra capitalei. În urma confruntărilor de pe străzile din Constantinopol, Botaniates pierde și Alexios I Comnen devine împărat.
Ana Dalassena putea fi fericită: fiul ei era împărat. Și precum ea era aceea care-i pregătise calea tronului, tot așa influența ei se simți puternic în instalarea noii dinastii.
Alexios I Comnen avea un foarte dezvoltat spirit de familie. Îndată ce fu stăpân pe putere, cea dintâi grijă a lui fu de a copleșii cu onoruri pe toate rudele sale; pentru frații, pentru cumnații săi, el a creat demnități noi și răsunătoare și a împărțit între ei cele mai înalte slujbe de stat. Pentru mama sa făcu și mai mult. Dincea mai fragedă vârstă el avusese pentru dânsa un respect adânc și ăn orice împrejurare luase obiceiul să se conducă după sfaturile sale: devenit basileu, el voi s-o consulte în toate hotărârile pe care urma să le ia. Îi decernă titlul de împărăteasă, o puse în curent cu toate afacerile, o consultă în toate. Pentru a fi pe placul acestei femei credincioase, el își impuse spre a ispăși jefuirea capitalei, o penitență de 40 de zile, pe care toți ai săi trebuiră s-o împărtășească. Ba  pentru a-i fi și mai mult pe plac, se gândi să ia o hotărâre foarte gravă: să divorțeze.
Cu toată căderea lui Nichifor Botaniatul, împărăteasa Maria rămase în Palatul Sacru împreună cu fiul ei, Constantin; despre această favoare se vorbea mult în Constantinopol. Părea că se confirmă zvonurile care de multă vreme circulau asupra legăturilor intime ale lui Alexios cu frumoasa prințesă; ea oferea mai ales un ciudat contrast cu felul în care, chiar în acea vreme, basileul se purta față de soția sa legitimă. Pe când noul suveran se instalase în palatul de sus al Bucoleonului, împreună cu mama și cu rudele lui, Irina, cu mama, surorile și bunicul ei fuseseră invitați să locuiască în palatul de jos, ca și cum ar fi voit să se facă o deosebire între Comneni și Dukas și să pregătească o ruptură apropiată. La curte și în oraș se comenta foarte mult această despărțire și mulți erau îngrijorați. Nimeni nu ignora faptul că Ana Dalassena îl ura pe Ducas, că ea nu aprobase niciodată din adâncul inimii căsătoria fiului său cu Irina. Și cum era văzută exercitând asupra lui Alexe o influență atotputernică, acum împăratul nu ascundea câtuși de puțin îndepărtarea de soția lui, circulă curând zvonul că divorțul imperial era aproape și că Ana Dalassena îl îndemna cu toată puterea la aceasta. Este sigur că împărăteasa-mamă stăruia pe lângă patriarhul Cosmas și se trudea să-l înverșuneze împotriva norei sale, e sigur de asemenea că văzându-l credincios partidului Ducas, ea se gândea să-l înlăture și să pună în locul lui un prelat mai îngăduitor și mai suplu. Un ultim incident sfârși prin a tulbura spiritele. Alexe se încoronă singur, fără a asocia pe Irina la ceremonie. Toate acestea păreau semnificative și erau foarte îngrijorați.
În realitate, Alexe Comnenul era foarte încurcat neștiind pe care din cele trei femei care-l înconjurau s-o aleagă. Maria de Alania îi plăcea grozav; el n-o iubise niciodată prea mult pe Irina, pe care o luase mai ales din  motive politice; și sentimentele sale personale se potriveau foarte bine cu sfaturile unei mame voluntare, pe care de mult se obișnuise s-o asculte. Dar pe de altă parte, era un pericol serios să se înstrăineze de Ducas: partizanii lor erau numeroși și declarau sus și tare că în lovitura de stat ei lucraseră mai mult pentru Irina decât pentru Alexe. Patriarhul Cosmas nu se exprima în termeni mai puțin energici: Nu mă voi coborî de pe tronul patriarhal, spunea el, înainte de a fi încoronat cu aceste mâini pe Irina. Si de astă dată Alexearătă superioritatea geniului său politic: el își ascunse simpatiile secrete și făcu să tacă pasiunile mamei sale; și înaintea acestei voințe ferme, înaintea acestui bun simț practic, toată lumea cedă. El acordă familiei Ducas satisfacția care garanta înțelegerea lor: 7 zile după soțul ei, Irina fu încoronată basilissă a Romanilor.
Pentru Maria de Alania, acesta era sfârșitul speranțelor sale: ea se retrase în palatul Mangan, după ce făcuse să se recunoască, printr un act solemn, drepturile la tron ale fiului său Constantin. Pentru Ana Dalassena era de asemenea o dezamăgire și o înfrângere. Fiul său o mângâie, dându i, în locul răzbunării, plenitudinea puterii. El îi satisfăcu dorința de a-l disgrația pe patriarh, care îndrăzni sa i reziste; îi făcu, în guvern, un loc din ce în ce mai mare. Când în luna august 1081 el trebui să părăsească Constantinopolul pentru a pleca să se lupte în Iliria cu normanzii lui Robert Guiscard, Alexe încredință mamei sale, printr-o bulă de aur solemnă autoritatea absolută în timpul absenței sale.
Ana Comnena ne a păstrat textul acestui prețios document; nu există dovadă mai strălucită de recunoștința pe care Alexe o păstra mamei sale și de influența adâncă pe care o exercita asupra lui. După ce amintește, în termenii pe care i-am citat, tot ce-i datorează, prințul încredințează sfintei și veneratei sale mame grija administrației imperiului: justiție, finanțe, guvernarea provinciilor, nimirea în serviciu și în toate demnitățile, totul e supus controlului său și lăsat la hotărârea sa. Tot ce va ordona, spune împăratul, în scris sau verbal, va trebui executat. Ea avu sceptrul său, care a ajuns până la noi și pe care se citește: Doamne, protejează pe Ana I Dalassena, mama basileului. Și așa de mare fu puterea sa, încât, după spusele Anei Comnena, împăratul părea că renunță la frânele puterii și aleargă oarecum pe lângă carul imperial în care ea era așezată, mulțumindu-se numai cu titlul de basileu. Și prințesa se miră respectuos că s-a putut acorda gineceul atâta loc în stat și atâta influență: Ea poruncea, scrie dânsa, și fiul său asculta ca un sclav. El avea aparențele puterii; dar ea poseda autoritatea.
Aceasta era pentru Ana Dalassena o revanșă frumoasă pentru decepția crudă pe care o încercase în 1059. Ea se mângâiase atunci cu speranța de a fi împărăteasă; acum își realiza visul. Timp de aproape 20 de ani ea rămase asociată la imperiu prin voința fiului său și trebuie să recunoaștem că guvernă bine. Puse ordine în toate, atentă să urmărească și să organizeze detaliile celor mai neînsemnate chestiuni. Reformă moravurile cam slobode ale Palatului Sacru și i impuse atmosfera austeră și decentă a unei mânăstiri. De acum înainte, un program sever determina orele de masă, de lucru și toată lumea trebui să asculte de regulile prescrise de ea. Ea însăși dădea exemplu. Ana Comnena ne a povestit cum își întrebuința bunica ei zilele. O parte din noapte trecea în rugăciuni pioase; apoi dimneața era consacrată audiențelor și semnării actelor; după prânz, se ducea la capela Sfânta Tecla spre a urmări slujba sfântă și din nou, până seara, se ocupa de afacerile publice.
În toate acestea, o singură grijă o preocupa. Absolut devotată fiului său, ea nu se gândea decât să asigure prosperitatea și gloria domniei lui; dar cum înaintând în vârstă devenea mai autoritară și mai încăpățânată ca oricând, sfârși prin a face să se simtă cam mult greutatea tutelei sale și se pare că Alexe de mai multe ori și a arătat nemulțumirea. Ea avea de altfel mâna prea aspră, pentru a nu deveni repede foarte nepopulară. Bătrâna prințesă avu inteligența să înțeleagă, dupăaceste simptome, că sfîrșitul puterii sale era aproape. Ea nu așteptă să fie îndepărtată brutal de la putere: de bună voie, către 1100, se retrase în mânăstirea Pantepopt. Acolo către 1105 muri destul de trist, lăsând tututror celor care se apropiaseră de ea amintirea unei femei excepționale și fiilor săi amintirea unei mame admirabile.